# 蔣廷黻 (光緒進士)
蒋廷黻（1850年—1912年），字稚鹤，号盥庐，浙江海宁县人。清末官员、诗人。

## 生平
光緒十八年（1892年）壬辰科三甲進士，同年五月，以主事分部学习。官至广东潮州府知府。蒋廷黻工诗，有《随扈纪行诗存》、《麻鞋纪行诗存》。《晚晴簃诗汇》收其诗作一首。